# Terry Chimes
Terence "Terry" Chimes, även känd som "Tory Crimes", född 5 juli 1956 i Stepney, London, är en brittisk trummis som var med och grundade punkbandet The Clash. Han har senare arbetat med bland annat Generation X, Hanoi Rocks, Black Sabbath och Bay City Rollers. I dag verkar han som kiropraktor.

## Biografi

### London SS & The Clash
Terry Chimes började spela trummor då han var 15 år gammal. 1975 grundade han tillsammans med Tony James (senare i gruppen Chelsea) och Mick Jones det kortlivade bandet London SS, som numera nått kultstatus. Inspirerade av New York Dolls, MC5s och Ramones pre-punk spelade bandet en musik som kan klassas som en föregångare till punken. Tillsammans med Jones bildade de The Clash tillsammans med Joe Strummer och Keith Levene.  
Chimes lämnade eller fick lämna gruppen ganska snart men i väntan på att Clash skulle få en ny fast trummis så fortsatte han hoppa in som trummis vid livespelningar och medverkade även på gruppens självbetitlade debutalbum, The Clash. I albumkonvolutet krediterades han som Tory Crimes. Efter att ha spelat in albumet lämnade han återigen bandet och ersattes av Topper Headon. 
1982 sparkades Headon från bandet på grund av drogmissbruk, varpå Chimes blev tillfrågad att åter gå med i bandet. Han medverkade på turnén The Casbah Club i både USA och Storbritannien, en kortare turné som förband åt The Who, samt nästkommande turnén till albumet Combat Rock i USA. Han medverkade även i musikvideon till singeln Rock the Casbah. Efter gruppens framträdande på World Music Festival i Jamaica 1982 lämnade han bandet en tredje och sista gång.

### Andra band
Efter att ha lämnat The Clash har Chimes varit trumslagare i många olika band, bland annat Johnny Thunders and the Heartbreakers (kort period 1977 och 1984), Cowboys International (1979), Gen X (1980–81), Hanoi Rocks (1985), The Cherry Bombz (1986) (tillsammans med Andy McCoy och Dave Tregunna) samt Black Sabbath på deras Eternal Idol turné (1987–88). Han har även spelat trummor med Billy Idol under en period.

### Senare år
Terry Chimes spelade även med Les Mckeown And The 70-s Bay City Rollers under 1992–1993. De spelade in plattan Loveletters, men sedan beslöt sig Chimes för att avsluta sin fragmentariska karriär som musiker och 1994 öppnade han sin första kiropraktikklinik. Idag driver han egen klinik samt utbildar andra kiropraktorer. Han är även mycket involverad i välgörenhet och sitter med i styrelsen för YMCA/KFUM i östra London.
2003 valdes Chimes in Rock and Roll Hall of Fame som en medlem av The Clash. På ceremonin höll han ett tal där han lovordade Topper Headons arbete.
Under 30 år vägrade Terry Chimes att spela Clashlåtar. I samband med releasefesten 2012 för boken Keep Yourself Alive, där ett kapitel handlar om honom, bröt han mot den principen för första gången sedan 1982.

## Relaterade band
- London SS
- The Clash
- Cowboys International
- Gen X
- London Cowboys
- Hanoi Rocks
- Cherry Bombz
- Black Sabbath
- Blood Simple
- Les Mckeown And The 70-s Bay City Rollers